# Тирански пакт
Тирански пакт је међународни споразум потписан 27. новембра 1926. године између Краљевине Италије и Албанске републике, по ком је Италија стекла активну контролу над правом албанске независности. Потписници пакта су били са италијанске стране Бенито Мусолини, а са стране Албаније Ахмет Зогу.
Овај пакт је дефинитивно пореметио равнотежу на Јадрану, јер је Албанија de fakto постала италијанска колонија. Такође, овим пактом је по први пут минирана политика „Балкан балканским народима“. Долазак Ахмета Зогуа на власт је пробитно финансиран из Београда, али је после променио страну, а нарочито се осилио након што је из Албаније протерао свог главног конкурента за власт Фана Нолија.